# Milagrosa
Milagrosa ist ein Ort im Zentrum des Distrikts Mé-Zóchi auf der Insel São Tomé im Inselstaat São Tomé und Príncipe.

## Geographie
Der Ort liegt südwestlich von Trindade im Hinterland. Der Ort ist durch eine kleine Straße mit Quingué verbunden.

## Geschichte
Milagrosa ist eine alte Plantage (roça). Früher wurde von hier aus auch Bombaim verwaltet.

## Klima
Nach dem Köppen-Geiger-System zeichnet sich Bombaim durch ein tropisches Klima mit der Kurzbezeichnung Am aus. Die mittlere Jahrestemperatur liegt bei 21,6 °C. Die Niederschläge verteilen sich relativ gleichmäßig übers Jahr, es gibt nur eine sehr kurze „Trockenzeit“ und eine Niederschlagsmenge von 2084 mm.